# Île de Guiautec
L'île de Guiautec (ou Guéotec) est une île de l'archipel des Glénan au sud de Fouesnant dans le Finistère. Située au sud-ouest de l'île de Penfret, servait de pâturage aux fermiers de Penfret. Elle est dotée d'une tour servant d'amer.

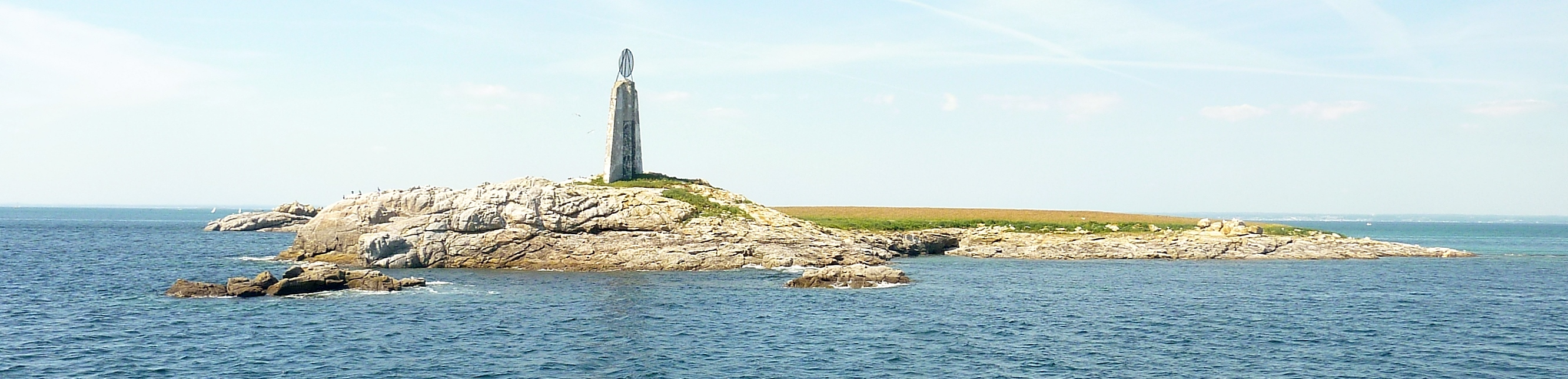
L'île de Guiautec et son amer.

## Pour approfondir